# Лёгкая атлетика на летних Олимпийских играх 1900 — бег на 1500 метров
Соревнования по бегу на 1500 метров среди мужчин на летних Олимпийских играх 1900 прошли 15 июля. Приняли участие девять спортсменов из шести стран.

## Призёры
| Золото                        | Серебро            | Бронза        |
| Чарльз Беннетт Великобритания | Анри Делож Франция | Джон Брей США |

## Рекорды
| Мировой рекорд     | Официального рекорда не было до 8 июня 1912 года | —      |               |               |  |
| Олимпийский рекорд | Тедди Флэк (AUS)                                 | 4:33,2 | Афины, Греция | 7 апреля 1896 |  |

## Соревнование
| Место | Спортсмен                 | Результат  |
| ----- | ------------------------- | ---------- |
| 1     | Чарльз Беннетт (GBR)      | 4:06,2 OR  |
| 2     | Анри Делож (FRA)          | Неизвестен |
| 3     | Джон Брей (USA)           | Неизвестен |
| 4     | Дэвид Холл (USA)          | Неизвестен |
| 5     | Кристиан Кристинсен (DEN) | Неизвестен |
| 6     | Герман Враштиль (AUT)     | Неизвестен |
| 7-9   | Ондрей Пукл (BOH)         | Неизвестен |
| 7-9   | Джон Риммер (GBR)         | Неизвестен |
| 7-9   | Луи Сегонди (FRA)         | Неизвестен |